# Burg Jerxheim
Die Burg Jerxheim war eine Niederungsburg in Jerxheim in Niedersachsen. Die 1313 erstmals urkundlich erwähnte Burg wandelte sich im Laufe der Zeit zu einer Domäne.

## Beschreibung
Zum Aussehen der Burganlage während des Mittelalters ist nur bekannt, dass 1385 ein Bergfried vorhanden war. Dieser ist auch auf einem Merian-Stich von 1654 abgebildet. Die übrige Bebauung zeigt er als geschlossenen Gebäudekomplex mit mindestens drei Flügeln. Laut Merians Beschreibung handelte es sich um eine sehr alte, vierflügelige Anlage mit Burggraben. Die dreigeschossigen Gebäuden sollen mit Schiefer eingedeckt gewesen sein. Das Vorwerk sei laut Merian 1558 erbaut worden. Der Nordflügel des einstigen Schlosses entstand 1571 und das frühere Amtshaus stammte aus der Zeit um 1600. Auf einer Flurkarte von 1755 ist die vierflügelige Anlage, umgeben von einem Wirtschaftshof umgeben, abgebildet. Diese Bebauung ist heute nicht mehr vorhanden. Auf dem Areal wurde an der Stelle des alten Gutshauses um 1890 ein Haus im Stil der Neorenaissance errichtet.

## Geschichte
Bei ihrer Ersterwähnung 1313 war die Burg durch Herzog Albrecht den Feisten von Braunschweig-Göttingen an Heinrich und Friedrich von Alvensleben verpfändet. 1331 gab Herzog Otto der Milde die Burg an die Familie von der Asseburg. Herzog Magnus I. belehnte 1345 Günzel von der Asseburg sowie Heinrich und Ludolf von Wenden mit je einer Hälfte des „Hauses“. Anfang des 14. Jahrhunderts war Jerxheim herzoglicher Amtssitz. Das „Haus“ wurde weiterhin an verschiedene Familien verpfändet. Im Lüneburger Erbfolgekrieg nahm Herzog Friedrich von Braunschweig-Lüneburg 1388 die Burg ein. Im 15. Jahrhundert wechseln die Lehnsinhaber der Burg häufig. Zwischen 1568 und 1659 war die Burg Witwensitz für braunschweigische Herzoginnen. Seit 1821 ist die Anlage im Privatbesitz.